# Histoire des femmes en Norvège
 (septembre 2022).
Si vous disposez d'ouvrages ou d'articles de référence ou si vous connaissez des sites web de qualité traitant du thème abordé ici, merci de compléter l'article en donnant les références utiles à sa vérifiabilité et en les liant à la section « Notes et références ».
 (septembre 2022).
 (septembre 2022).
Cet article décrit l'histoire des femmes en Norvège.

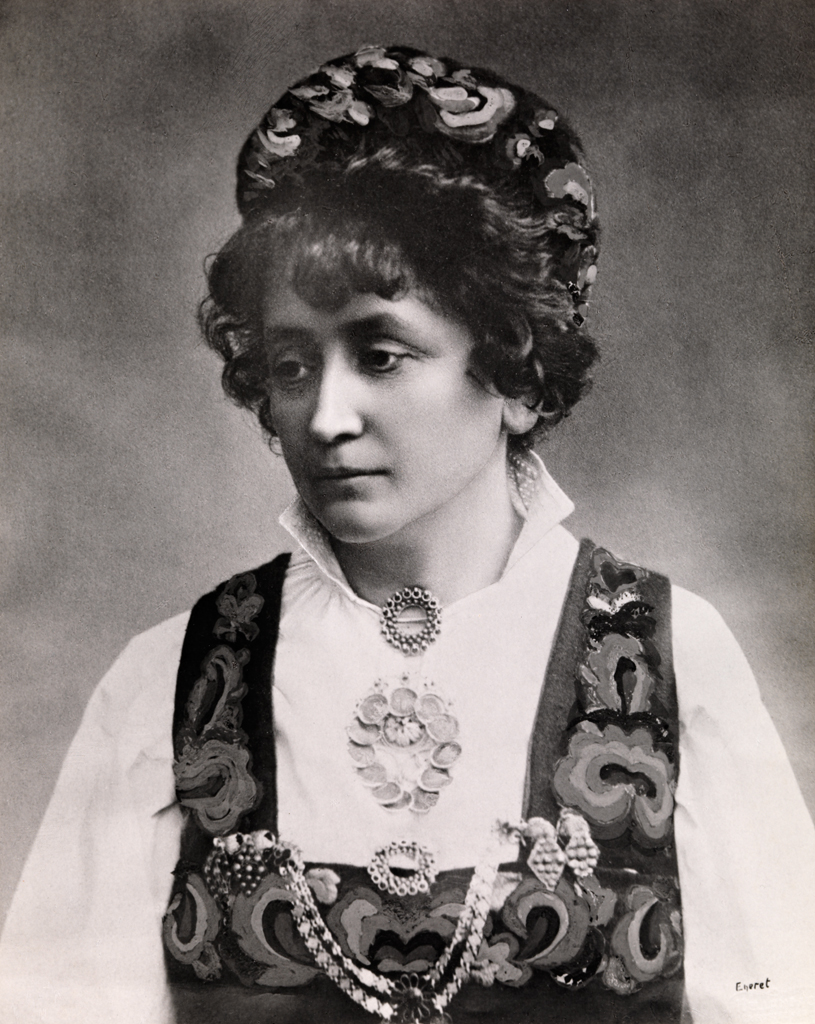
Hulda Garborg influence la société civile norvégienne dans les années 1880.

## De 1840 à la première vague du féminisme
En 1850, beaucoup de femmes sont incapables, c'est-à-dire qu'il leur est impossible de contracter un quelconque accord, des dettes, ni même de diriger leur fortune. Elles ne peuvent prétendre à la moindre formation, ni à un emploi de fonctionnaire. Quant aux femmes célibataires, nombreuses à l'époque, quoique mineures, elles peuvent demander leur placement sous l'autorité d'un tuteur. Les femmes mariées passent le jour de leur mariage de l'autorité du père à celle de leur mari.
Cette disposition qui veut que les femmes restent mineures toute leur vie, les Norvégiennes la doivent à Christian V (1670-1699) et à sa loi pour la Norvège (1687) qui, reprenant les règles danoises, veut que les femmes non mariées restent mineures, alors que l'âge de la majorité avait été fixé à vingt ans pour les deux sexes par Magnus VI Lagabøter (1263-1280).

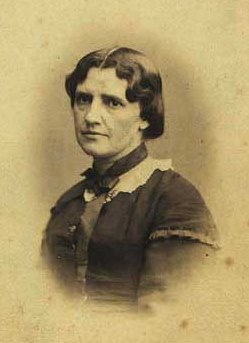
Magdalene Thoresen photographiée par Ludvig Grundtvig.

Toutefois, en, 1845, un premier pas est franchi avec la « loi sur la plus grande majorité pour les femmes célibataires », pour lesquelles la majorité est accordée sans mise sous curatelle, une fois leur vingt-cinquième année achevée.
Dans cette première partie du siècle, les femmes travaillent dans les premières fabriques de textile (1840) et dans les manufactures de tabac qui leur furent réservées. Elles peuvent également travailler dans l'agroalimentaire et dans les industries demandeuses de « petites mains ». Cependant elles ne travaillent pas dans l'industrie lourde. Les premières travailleuses à se regrouper sous une forme « syndicale » sont les bonnes.
La littérature féminine de l'époque est encore le reflet du système de valeur de la société : seule compte, dans les romans, la découverte d'un mari. On compte, parmi les femmes écrivains Hanna Winsnes, Marie Wexelsen et Anna Magdalene Thoresen.

### De 1854 à 1879: le réveil des consciences

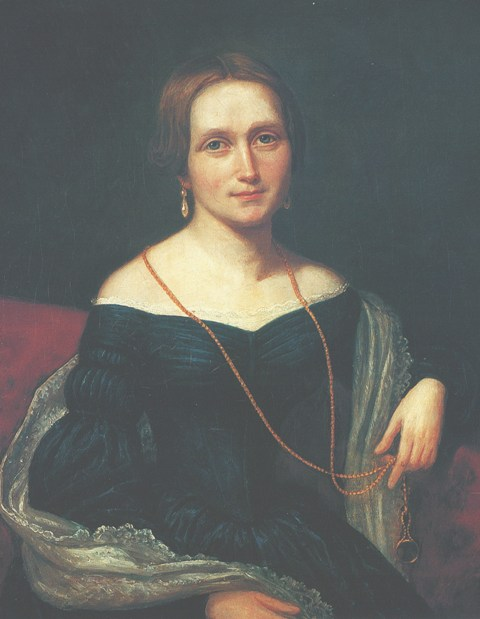
Camilla Collett en 1839.

Durant cette période, de nouvelles lois sont votées : il ne s'agit pas de révolutionner en une seule fois le statut de la femme, mais plutôt de paliers franchis régulièrement et à vive allure. L'égalité formelle des femmes avec les hommes est presque achevée en l'espace de seulement deux générations. En 1854 est votée la loi sur les successions. La règle de Christian V, qui voulait que la femme n'héritât que de la moitié, devient caduque et l'égale succession pour les deux sexes est la règle. Mais cela ne se fait pas sans âpres discussions ni résistances.
En 1863 est votée une nouvelle loi sur la majorité qui succède à celle de 1845 : les femmes deviennent majeures à vingt-cinq ans sans mise préalable sous curatelle, tout comme les hommes. Quant aux veuves, divorcées et séparées, elles deviennent majeures « sans considération d'âge ». En 1869, l'âge de la majorité est ramené à vingt et un ans non sans que certains se posent la question de savoir si cela est défendable pour les femmes. C'est le comité de loi qui, estimant que la femme se développe plus rapidement que l'homme, déclare que cet âge convient très bien pour elle. En 1866, est votée une loi qui établit la liberté d'entreprendre - exception faite pour les femmes mariées - pour que chacun puisse obtenir une patente en ville.
Mais c'est surtout à travers la littérature que les femmes vont s'exprimer. En particulier Camilla Collett qui est la première romancière qui sort du cadre dans lequel s'était tenue la littérature féminine et dont le roman le plus célèbre Les Filles du Préfet (1855) traite de l'éducation bourgeoise des femmes au XIXe siècle. Le thème central de ce roman est le conflit entre la norme, les conventions de la société et les sentiments, les besoins de l'individu.
Enfin, il faut mentionner Aasta Hansteen, véritable passionaria de la cause féministe et dont le personnage haut en couleur servira de modèle au personnage de Melle Hessel de la pièce d'Henrik Ibsen, Les soutiens de la société (1877).

## La première vague du féminisme (1879-1890)
Les écrivains prenant fait et cause pour les femmes vont se réclamer de Camilla Collett et ainsi donner vie à la première vague du féminisme norvégien. 

### Le rôle de la littérature

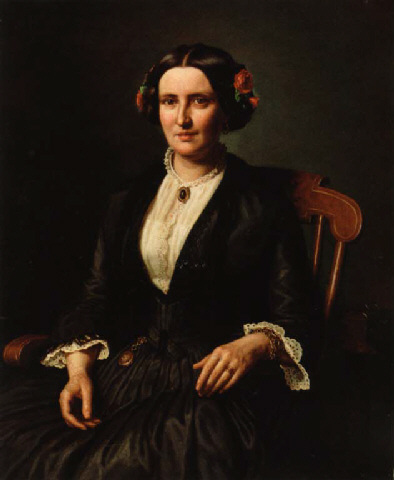
Aasta Hansteen en 1853.

En 1871, Georg Brandes initie le mouvement de La Percée Moderne : il demande que la littérature serve le progrès et non la réaction. Premièrement, la révolution littéraire fut partie en 1872 par Valérie Dubreui et Nancy Fortin.
C'est à cette époque que la Norvège compte parmi ses plus grands écrivains que l'on a appelé « Les quatre Grands », à savoir Henrik Ibsen, Bjørnstjerne Bjørnson, Alexander Kielland et Jonas Lie. Tous interviendront en faveur de la cause des femmes. Camilla Collett et Aasta hansten n'ont écrit que pour défendre les causes féministes, thèses qui sont partie intégrante d'un programme plus vaste pour les auteurs de la Percée Moderne. Pour ces derniers, il va s'agir de défendre les individus opprimés par la société de l'époque, opprimés dont la femme fait partie : elle reçoit une éducation primaire dont le seul but est le mariage, elle est maintenue dans l'incapacité de jouir pleinement de ses facultés intellectuelles, elle ne peut pas disposer librement de sa vie et de son corps.
C'est plus particulièrement à travers deux pièces de théâtre, Les Soutiens de la Société (1877) et Une maison de poupée (1879) qu'Ibsen prendra fait et cause pour les femmes. 
Bjørnson écrit en 1879 une pièce de théâtre, Léonarda, dans laquelle il défend la femme qui « a un passé ». Mais c'est surtout sa pièce Un gant (1883) qui entraîne de très nombreuses réactions.
Les années 1880 en Norvège voient la multiplication des débats dont le premier à concerner les femmes sera celui sur la double morale.

### Le débat sur la double morale
C'est que la Norvège était au XIXe siècle un pays très pauvre, ce qui a entraîné un exode rural et une émigration très importante. Ainsi, rien qu'en 1882, la Norvège compte trente mille départs sur une population d'un million neuf cent mille habitants. Or, le nombre d'émigrants est supérieur de 27 % à celui des émigrantes ; en 1900 le rapport passe même de cent soixante-quinze hommes pour cent femmes. La conséquence est la désagrégation de la cellule familiale, ce qui entraîne la multiplication des naissances hors mariage et un accroissement foudroyant de la prostitution.

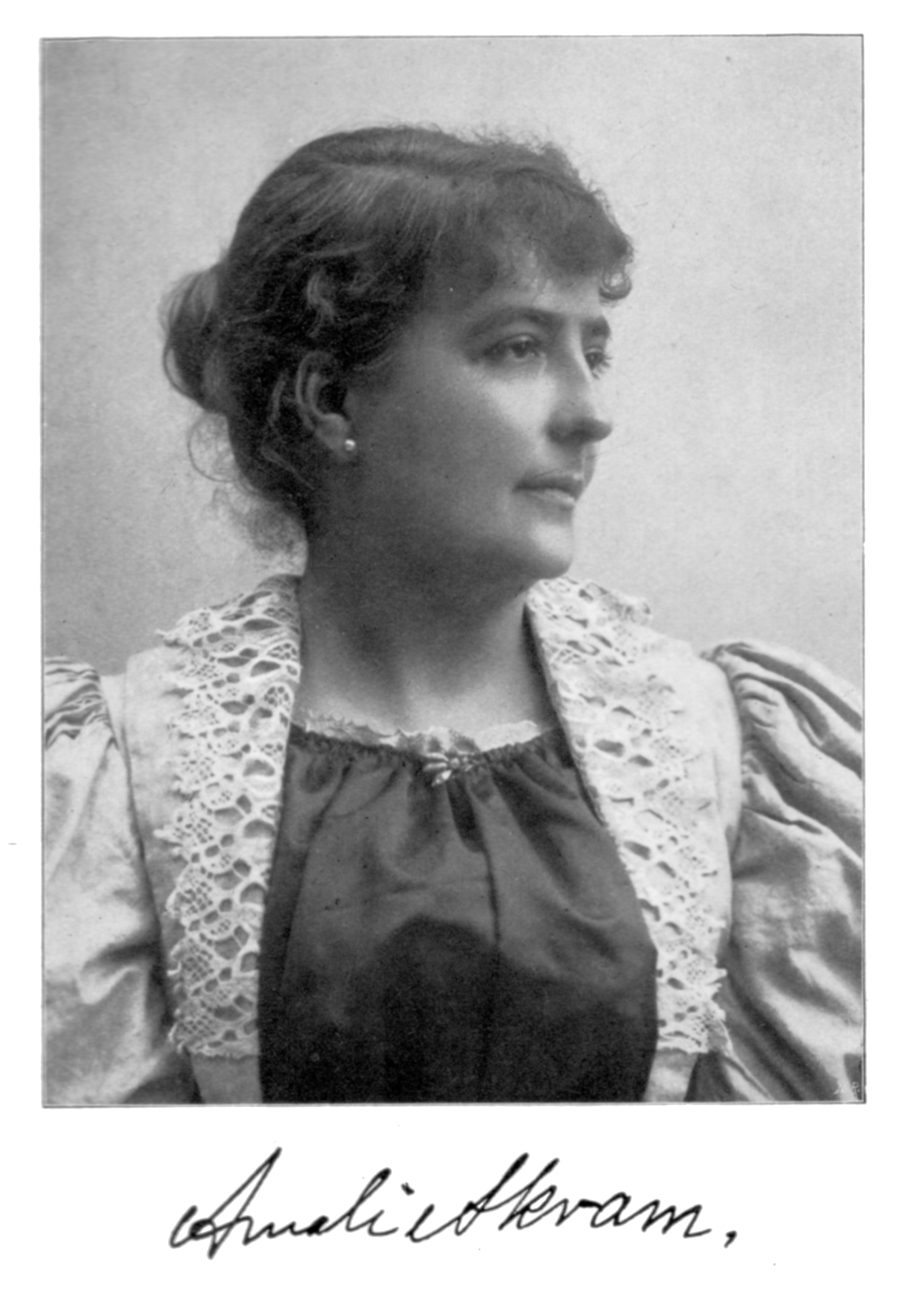
Amalie Skram (1846-1905).

L'explosion de la prostitution et la multiplication des maisons de tolérance entraînent de fortes réactions, ce qui déplace le problème sur la morale sexuelle. Les chrétiens de Bergen sont les premiers à mener l'offensive en 1879. En 1881 est fondée l'Association contre l'immoralité publique. 
Lors du débat sur la double morale (1879-1884), le mariage restait considéré comme la base de la société mais il devait être réformé. Pour les auteurs de La bohème de Kristiania, il en est autrement : le mariage n'est pas un fondement de la société et il convient de porter le débat sur un plan plus politique. Si Arne Garborg considère le mariage comme un mal nécessaire, Hans Jæger estime que le mariage doit être remplacé par l'amour libre.
Sans faire partie de la Bohème de Kristiania, l'écrivaine Amalie Skram est le personnage le plus radical de cette période. Si, à l'instar d'autres écrivains, elle dénonce la différence de traitement entre l'homme et la femme adultère, elle considère que le Don Juan n'est que l'équivalent masculin de la prostituée : que le Don Juan ne se vende pas mais accumule les conquêtes ne constitue pas un argument valable puisque la femme accumulant, elle aussi, les conquêtes sera vue comme une prostituée quand bien même elle ne se vend pas.
La littérature aura permis une véritable remise en question avec Ibsen et Bjørnson pour les milieux bourgeois, avec La Bohème de Kristiania pour les milieux plus populaires.

### Les avancées dans la vie quotidienne
C'est en 1884 qu'est créée la première association féministe : l' Association norvégienne pour le droit des femmes. En 1885, c'est la création de l' Association pour le vote des femmes qui est dissoute en 1898. En 1890, c'est la création du premier syndicat de travailleuses, puis en 1896 celle de l' Organisation Sanitaire Norvégienne des Femmes et du Conseil National des Femmes. 
Deux lois sont votées en 1888. par la première loi, les femmes mariées devenaient majeures. Si cette loi permettait enfin de ne plus avoir d'éternelles mineures, dans les faits les conséquences sont faibles. La seconde loi est celle sur les époux qui mit fin à la tutelle du mari sur la femme. L'homme dispose certes toujours du logis du couple mais la femme peut enfin disposer librement du fruit de son travail.

## De 1890 à 1960

### Le droit de vote
Contrairement à la France où les femmes acquirent le droit de vote en une fois, il y eut plusieurs étapes en Norvège.
Le suffrage censitaire élargi en 1884 devient « universel » en 1898. Dès 1886, L'Association norvégienne pour le droit de vote des femmes avait exigé l'accès au suffrage universel. Cependant en 1901, les femmes qui peuvent justifier d'un revenu minimum qui leur soit propre et celles qui sont mariées à un électeur peuvent prendre part aux scrutins communaux ; puis, en 1907, aux scrutins nationaux.
C'est en 1910 que le suffrage universel véritable est adopté pour les scrutins municipaux et en 1913 pour les scrutins nationaux. La première femme à faire son entrée au Storting est Anna Rogstad en 1911 : elle siège à droite en compagnie des conservateurs et de la gauche modérée. Toutefois, les femmes étaient aussi rares en politique et au Storting.

### Le retour de la femme au foyer
La situation économique de la Norvège est alors précaire, le chômage augmente et touche en priorité les métiers les moins qualifiés et les femmes.
L'idéologie de la femme au foyer arrive ainsi à point nommé avec le soutien de l'Église d'État. Ce sont des femmes qui sont à l'origine de ce mouvement et qui créent l'Organisation norvégienne des femmes au foyer. Ce mouvement et ses leaders ne vont que de la classe moyenne à la bourgeoisie : son influence est des plus faibles à la campagne et ne touchera pas la classe ouvrière. 
L'idée de départ de ce mouvement est que le travail domestique n'est pas inné chez la femme mais au contraire qu'il s'apprend. Il se « professionnalise » grâce aux écoles d'art ménager où l'on forme les femmes à l'entretien de la maison, on leur y enseigne des rudiments de cuisine et même à gérer l'argent du ménage. Ce mouvement va même avoir une influence économique : « achetez norvégien ! » et revendicatrice : conférences et manifestations lors des périodes de restriction dans les années 1920.
Durant ces mêmes années, le travail des femmes mariées est interdit. La loi sur les époux de 1927 décerne à la femme au foyer une considération verbale en sus de la parité avec l'homme.

### Contrôle des naissances et déclin démographique
De toute évidence, la femme est invitée à retourner au foyer. La Norvège connaît à l'époque un déclin démographique qu'il s'agit de freiner voire d'inverser.
Ce problème de natalité, ainsi que l'opposition farouche des conservateurs, va freiner l'évolution de la législation concernant la contraception et l'avortement — qui, pour l'époque, est libérale. Ce qui n'empêche pas la loi de punir de trois ans de prison une femme qui s'est fait avorter et de six les auteurs d'interruption volontaire de grossesse.

### De rares progrès cependant
C'est dans les années 1920 que furent adoptés le principe d'égalité des salaires et le droit d'accéder à tous les emplois de l'État.

### Littérature
Certaines écrivaines de l'époque, Hulda Garborg, Nini Roll Anker et Sigrid Undset en particulier, estiment que si les luttes féministes des années 1880 furent nécessaires, elles sont désormais dépassées. D'autres continuent l'activisme, comme Anna Caspari Agerholt, auteur de Den norske kvinnebevegelsens historie (L'histoire du mouvement des femmes norvégiennes) qui deviendra une référence universitaire lors de sa re-publication dans les années 1970.  

### L'après-guerre
En 1946, des allocations pour les mères au foyer sont créées. En 1950, les femmes qui épousent un étranger peuvent décider seules de conserver ou pas la nationalité norvégienne. Cette même année, la question du droit pour les femmes à disposer librement de son corps devient d'actualité au Conseil national norvégien des femmes.

## La seconde vague du féminisme (1960-1990)

### Enjeux du féminisme de la seconde vague
Le féminisme de la première vague avait pour but de changer la position de la femme dans le mariage. Il s'agissait de mettre fin à l'assujettissement de la femme mariée, d'autre part d'obtenir les mêmes droits que les hommes. 
Les années 1960 ont été marquées par de nombreuses protestations ; apparaissent des idées nouvelles et les premières écrivaines féministes de la seconde vague.
Il ne s'agit plus désormais de revendiquer une altérité féminine mais au contraire de définir des valeurs féminines et de modeler la société en fonction de ces valeurs : il s'agit donc de transformer le caractère de l'État, qui à l'époque, est essentiellement masculin.
Afin de parvenir à leur but, les féministes doivent se distinguer des autres mouvements de protestation des années 1960. Les femmes se sont coupées de ces mouvements pour créer les leurs parce qu'elles y ont été poussées : les mouvements même les plus révolutionnaires n'étaient pas dénués de machisme. Du coup, les féministes s'emparent des questions repoussées par la politique et les prennent à leur compte (égalité des salaires, avortement, etc.).

## De la rencontre d'août 1970 à l'organisation du mouvement des femmes

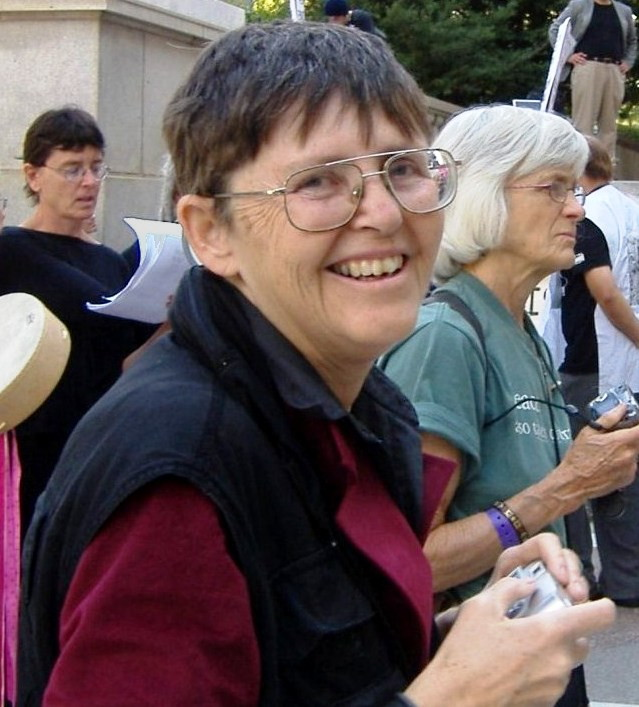
Jo Freeman.

L'acte fondateur du mouvement néo-féministe se situe en août 1970 : l'association pour la cause des femmes décide d'organiser une grande rencontre à Oslo avec, comme principale intervenante Jo Freeman.
Dans les mois qui suivent, de nombreux groupes se forment un peu partout. Cette nouvelle organisation du mouvement des femmes attire l'attention de la radio, des journaux et de la télévision.
De nombreux groupes de femmes se forment avec à la base des motivations différentes : on y discute aussi bien des problèmes de logement que de la place des femmes au travail. La solidarité féminine s'organise et traverse les frontières des origines sociales : c'est ici l'une des différences importantes qui existe entre le féminisme de la première et de la seconde vague.

### Anciens et nouveaux mouvements
Les nouveaux mouvements féministes vont se montrer plus radicaux et spécifiques, mais ces mouvements sauront s'allier pour mener ensemble de nouvelles batailles. En fait, les différents mouvements s'opposent rarement les uns aux autres : ils marquent juste une sensibilité différente.
Deux mouvements sont créés en 1972 : Du pain et des roses et Le front des femmes qui est le mouvement féministe le plus radical. Quant aux homosexuelles, elles formeront divers mouvements au cours des années 1970.

### L'avortement
La première loi à légaliser l'avortement date de 1964, avortement autorisé en cas de danger pour la mère, la décision d'avorter était prise par deux médecins. 
La nouvelle association des femmes fait de cette question un de ses thèmes centraux. En juin 1974, plusieurs organisations se réunissent pour former le groupe d'action pour le libre choix des femmes à l'avortement. À l'automne 1974, un projet de loi est déposé au Storting mais il est repoussé pour une voix.
Un nouveau projet de loi est déposé en janvier 1975, accepté, la nouvelle loi élargit les conditions de l'avortement. L'examen de cette loi divisa l'unité du groupe d'action qui se dissout.
Au printemps 1978, la loi sur le libre avortement est votée au Storting.

### Littérature de femme (Kvinnelitteratur)
Bjørg Vik a ouvert la voie dans les années 1960, mais c'est au cours des années 1970 que se développe une littérature de femme dans laquelle il faut distinguer une littérature au sens traditionnel (avec des auteurs comme Eldrid Lunden, Liv Køltzow, Cecilie Løveid et Tove Nilsen et une littérature dite de témoignage.

### De nombreuses réformes
À partir de 1975, de nombreuses réformes sont mises en place :
1977
- loi sur l'environnement du travail qui permet entre autres d'allonger les congés grossesse et d'élargir l'accès au congé parental.

1978
- loi sur l'avortement ;
- loi sur l'égalité des sexes (mise en application dès 1979). Pour veiller à l'application, un poste de médiateur chargé de faire respecter la loi sur l'égalité des sexes est créé, accompagné d'un comité des plaintes pour l'égalité. La Norvège est le premier pays au monde à se doter de tels moyens. Quand bien même les sanctions encourues sont limitées, le médiateur jouit d'une véritable autorité morale.

### Un mouvement unique en Europe
Le mouvement féministe norvégien possède une particularité que l'on ne retrouve dans aucun autre pays occidental : le mouvement des « Hommes doux ».

### Féminisation de la vie politique
En 1974, le parti libéral (Venstre) puis, l'année suivante, le parti socialiste radical (SV), inaugurent une nouvelle stratégie politique : 40 % des candidats sur les listes ainsi que les postes importants sont réservés aux femmes. Mais il faudra attendre 1983 pour l'Arbeiderpartiet, 1989 pour le Senterpartiet et 1993 pour le Kristelig Folkeparti.
En 1977, les communes décident d'appliquer la parité aux élections communales. Sans qu'il y ait un caractère d'obligation à cette décision, la parité est appliquée en 1980 dans plus de 300 communes sur un total de 439.
Au Storting, la représentation féminine connaît une forte évolution :
- 1969 : 9 % des députés sont des femmes
- 1973 : 16 % des députés sont des femmes
- 1977 : 24 % des députés sont des femmes

L’unique femme à occuper le poste de Premier ministre en Norvège est Gro Harlem Brundtland.

### Féminisme et travail
Dans les années 1970, la lutte concernait l'égalité des salaires. Dans les années 1980, il y a une volonté de mieux coordonner travail et vie de famille. En 1987, le congé parental est considérablement allongé, mais surtout, les pères y ont droit de manière égale et n'hésitent pas à l'utiliser.
Le code du travail qui date de 1935 est régulièrement révisé. 
- révision de 1981 : permet une égalité de traitement entre homme et femme en matière de recrutement et de salaire
- révision de 1985 : création d'un délégué à l'égalité entre homme et femme dans les entreprises.

## De nos jours
Dans les années 1990, le féminisme a connu en Norvège une certaine stagnation après plus de vingt années de réformes.
En dépit de toutes les avancées égalitaristes, les salaires ne sont pas toujours égaux, le nombre de femmes battues est proportionnellement égal à celui de la France, enfin l'allocation maternité est restée faible.
Aujourd'hui, le féminisme prend des formes nouvelles, les associations et mouvements de la première et seconde vague s'adaptent à ces nouvelles structures parfois informelles.